# Pèrdua del buc

Nombre de morts en accidents d'avions de passatgers amb pèrdua del buc per any (1940-2017)

Una pèrdua del buc és un accident d'aviació en el qual l'aeronau queda tan malmesa que no surt a compte reparar-la. de manera que es considera un sinistre total. El terme també s'aplica a situacions en les quals l'aeronau ha desaparegut, s'ha posat punt final a la cerca de les seves restes o aquestes es troben en un lloc completament inaccessible.
El nombre de pèrdues del buc per cada 100.000 vols és un criteri estadístic que es fa servir des de fa molt de temps. Entre el 1959 i el 2006, un període que abasta gairebé la totalitat de l'era dels avions de reacció, 384 de 835 pèrdues de vol (un 46%) no provocaren víctimes mortals. Les aerolínies solen contractar assegurances que cobreixin la pèrdua del buc amb terminis de dotze mesos. Abans dels atemptats de l'11 de setembre del 2001, el pagament orientatiu per a una pèrdua del buc podia arribar a 250 milions de dòlars, però aquesta xifra ha augmentat des d'aleshores.
El concepte de pèrdua del buc constructiva té en compte altres despeses a més de les reparacions, com ara el salvament marítim, els costos logístics de reparar l'aeronau al lloc on es troba, la recertificació de l'aeronau, etc. Les pòlisses d'assegurança que cobreixen béns subjectes a depreciació solen pagar només una part del que costa substituir-los, així que es pot declarar un sinistre total fins i tot quan encara queda un cert valor residual.